# نیلس گرانفلت
نیلس گرانفلت (انگلیسی: Nils Granfelt; ۱۷ فوریهٔ ۱۸۸۷ – ۲۱ ژوئیهٔ ۱۹۵۹) ژیمناست هنری اهل سوئد بود.